# Agnes Sampson

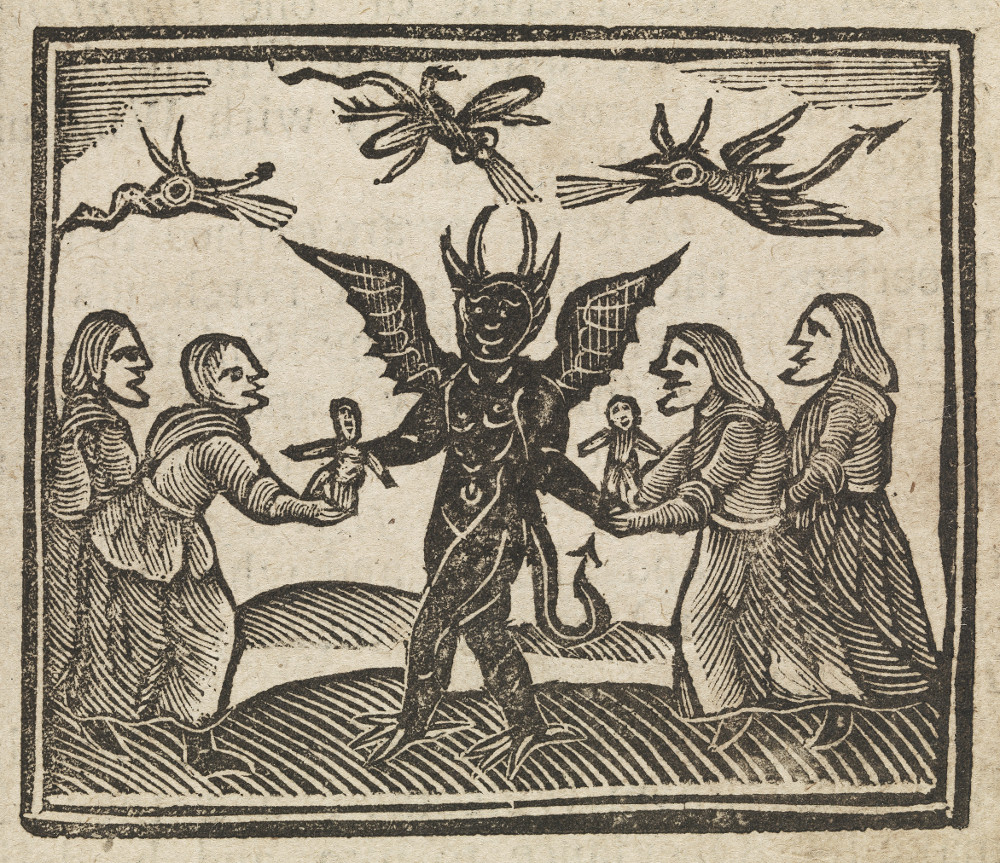
Agnes Sampson und andere Hexen erhalten vom Teufel magische Wachspuppen

Agnes Sampson († 28. Januar 1591 in Edinburgh) war eine schottische Hebamme und Heilerin, die als Hexe angeklagt und verurteilt wurde.

## Leben
Agnes Sampson wohnte in Nether Keith, einem Ort in der Nähe von Haddington, East Lothian. Sie arbeitete als Hebamme und Heilerin, war verwitwet und bereits älter, als sie 1590 von Geillis Duncane in den Hexenprozessen von North Berwick in der späteren Hälfte des 16. Jahrhunderts der Hexerei bezichtigt wurde. Sie war auch bekannt als Wise Wife of Keith.

## Anklage

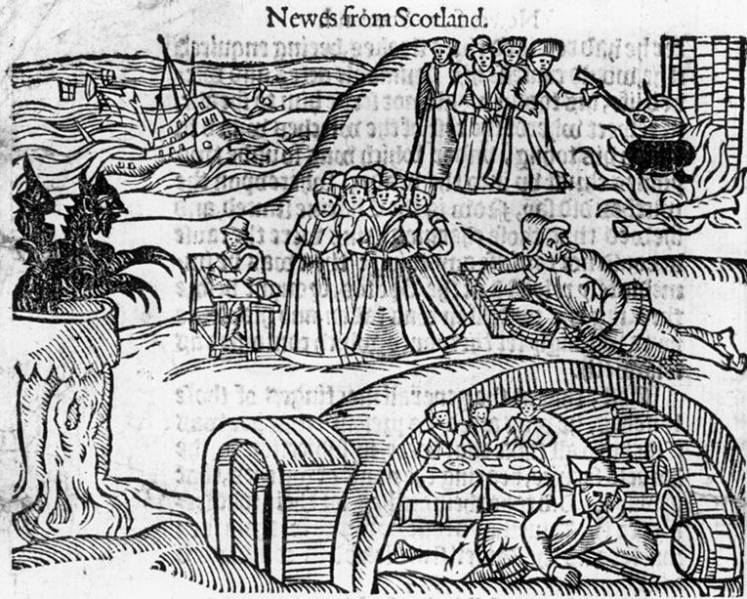
Die Hexen von North Berwick treffen den Teufel auf dem örtlichen Kirchhof; aus der zeitgenössischen Broschüre Newes from Scotland

Nachdem der Schottische König Jakob VI. und die frisch angetraute Braut Anna von Dänemark auf der Reise von Dänemark nach Schottland in schwere Unwetter geraten waren, die zuvor bereits die Braut gezwungen hatten, auf ihrem Weg nach Schottland in Oslo Station zu machen, kam der Verdacht auf, diese Unwetter wären auf Hexerei zurückzuführen. In Dänemark wurde Anna Koldings dieser Tat beschuldigt und schwerer Folter unterworfen. Sie gestand die Tat und nannte weitere Hexen.  Anna Koldings wurde schuldig befunden und im Jahr 1590 bei Schloss Kronborg verbrannt. Als König Jakob VI. von diesem Prozess erfuhr, setzte er in North Berwick ebenfalls ein Gericht ein, um diese Vorfälle zu untersuchen.
Die Verbindung nach Schottland wurde durch die Magd Gillis Duncan (oder Geilis Duncan) hergestellt. Sie arbeitete für David Seaton in Tranent. Angeblich entwickelte Duncan Heilkräfte und schlich sich nachts aus dem Haus. Seaton gegenüber konnte sie diese Fähigkeiten und ihr Verhalten nicht erklären, deshalb ließ er sie foltern. Duncan gestand unter der Folter, eine Hexe zu sein und beschuldigte weitere Männer und Frauen der Hexerei. Zudem soll sie der schottischen Hofdame Eufame Macalyane „eine heimliche Arznei zur schmerzdämpfenden Entbindung“ verabreicht haben.
Wie in dem zeitgenössischen Flugblatt Newes from Scotland berichtet wurde, beschuldigte Duncan sie mit den Worten: Agnes Sampson, die älteste Hexe von allen, wohnt in Haddington.
Agnes Sampson wurde im November 1590 verhaftet und gefoltert. Ihr Kopf wurde in einem gedrehten Seil gequetscht, sie wurde komplett rasiert, an ihrem Körper wurde nach den Zeichen des Teufels gesucht und sie wurde weiteren Tortouren unterworfen. Sie gestand sofort, alles was auch immer von ihr verlangt wurde. Am 4. und 5. Dezember legte sie eine Reihe von Geständnissen ab, einige direkt vor dem König, im Holyrood Palace. Sie gestand Stürme beschworen zu haben, um die Reise von Anna von Dänemark im Jahr 1589 nach Schottland zu verhindern, und sich an Halloween mit anderen Hexen in North Berwick auf dem Friedhof versammelt zu haben, um den König zu verhexen und weiteres.
Laut dem offiziellen Bericht war König Jakob zunächst nicht von dem Geständnis ihrer Schuld überzeugt, änderte später aber seine Meinung. Sampson wurde auf das Schafott von Castlehill gebracht, wo sie auf dem Scheiterhaufen am 28. Januar 1591 verbrannt wurde.

## Erscheinung
Der Geist von Agnes Sampson soll nackt und geschoren, gezeichnet von der Folter, in Holyrood Palace umgehen.

## Moderne Rezension
Judy Chicago widmete Agnes Sampson eine Inschrift auf den dreieckigen Bodenfliesen des Heritage Floor ihrer Installation The Dinner Party. Die mit dem Namen Agnes Sampson beschrifteten Porzellanfliesen sind dem Platz mit dem Gedeck für Petronilla de Meath zugeordnet.